# Dmitri Kàrpov
Dmitri Kàrpov (Karaganda, 23 de juliol, 1981) és un atleta kazakh que participa en les proves combinades de l'heptatló i el decatló.
Guanyà la medalla de bronze en decatló als Jocs Olímpics d'Atenes 2004 amb 8.725 punts, el que representa també l'actual rècord asiàtic de la prova.

## Millors marques
- 100 metres llisos - 10"50 (2004)
- 200 metres llisos - 21"65 (2003)
- 400 metres llisos - 46"81 (2004)
- 1500 metres llisos - 4:32"34 (2006)
- 110 metres tanques - 13"93 (2002)
- Salt d'altura- 2,12 (2003)
- Salt de perxa - 5,30 (2008)
- Salt de llargada - 8,05 (2002)
- Llançament de pes - 16,49 (2008)
- Llançament de disc - 52,80 (2004)
- Llançament de javelina - 60,31 (2006)
- Decatló - 8.725 (2004)

## Resultats
| Any  | Competició               | Lloc                 | Resultat | Prova            |
| ---- | ------------------------ | -------------------- | -------- | ---------------- |
| 2000 | Campionat del Món Júnior | Santiago de Xile     | 4t       | Decatló          |
| 2002 | Jocs Asiàtics            | Busan, Corea del Sud | 2n       | Decatló          |
| 2002 | Campionat d'Àsia         | Colombo, Sri Lanka   | 8è       | Salt de llargada |
| 2003 | Campionat del Món        | París, França        | 3r       | Decatló          |
| 2004 | Jocs Olímpics            | Atenes, Grècia       | 3r       | Decatló          |
| 2004 | Campionat del Món en PC  | Budapest, Hongria    | 4t       | Heptatló         |
| 2005 | Campionat del Món        | Hèlsinki, Finlàndia  | DNF      | Decatló          |
| 2006 | Jocs Asiàtics            | Doha, Qatar          | 1r       | Decatló          |
| 2007 | Campionat del Món        | Osaka, Japó          | 3r       | Decatló          |
| 2008 | Campionat del Món en PC  | València, Espanya    | 3r       | Heptatló         |
| 2008 | Jocs Olímpics            | Beijing, RP Xina     | DNF      | Decatló          |
| 2009 | Campionat del Món        | Berlín, Alemanya     | 21è      | Decatló          |

Llegenda: DNF= no va acabar (Did Not Finsih).